# Ko Csie
Ko Csie (柯洁, Ke Jie) (Lisuj, 1997. augusztus 2. –) 9 danos kínai profi gojátékos. 2017 májusában a Rémi Coulom-féle nemhivatalos ranglista szerint a világ legjobb versenyzője. 2014-től 2016-ig folyamatosan az első helyre sorolták.

## Élete
Ko Csie (Ke Jie) 5 éves korában, 2003-ban kezdte tanulni a gót. Az első nemzeti bajnokságot 2007-ben nyerte. 2008-ban, 10 éves korában lett profi játékos, 2015-ben 9 danos rangot ért el. 2015 januárjában megnyerte az első világbajnokságot, amikor győzött a második Bailing kupán. 2015 decemberében a 20. Samsung kupán második vilagbajnoki címet nyert.
A 2017. május 23–27. között megrendezett Future of Go Summit című rendezvényen a Google DeepMind által fejlesztett AlphaGo számítógépes goprogram ellen játszott. A három játszmából álló mérkőzésen a mesterséges intelligencia győzött: az első partit fél ponttal nyerte, a másik kettőt Ko Csie (Ke Jie) feladta. A vereség után úgy nyilatkozott, hogy az AlphaGo úgy játszik, mint a go istene.

## Fordítás
- Ez a szócikk részben vagy egészben  a   Ke Jie című angol Wikipédia-szócikk ezen változatának fordításán alapul.  Az eredeti cikk szerkesztőit annak laptörténete sorolja fel. Ez a jelzés csupán a megfogalmazás eredetét és a szerzői jogokat jelzi, nem szolgál a cikkben szereplő információk forrásmegjelöléseként.